# Superbike-Weltmeisterschaft 2003
Die Superbike-WM-Saison 2003 war die 16. in der Geschichte der FIM-Superbike-Weltmeisterschaft. Bei zwölf Veranstaltungen wurden 24 Rennen ausgetragen.

## Punkteverteilung
Weltmeister wird derjenige Fahrer beziehungsweise der Hersteller, der bis zum Saisonende die meisten Punkte in der Weltmeisterschaft angesammelt hat. Bei der Punkteverteilung werden die Platzierungen im Gesamtergebnis des jeweiligen Rennens berücksichtigt. Die fünfzehn erstplatzierten Fahrer jedes Rennens erhalten Punkte nach folgendem Schema:
| Punkteverteilung | Punkteverteilung | Punkteverteilung | Punkteverteilung | Punkteverteilung | Punkteverteilung | Punkteverteilung | Punkteverteilung | Punkteverteilung | Punkteverteilung | Punkteverteilung | Punkteverteilung | Punkteverteilung | Punkteverteilung | Punkteverteilung | Punkteverteilung |
| ---------------- | ---------------- | ---------------- | ---------------- | ---------------- | ---------------- | ---------------- | ---------------- | ---------------- | ---------------- | ---------------- | ---------------- | ---------------- | ---------------- | ---------------- | ---------------- |
| Platz            | 1                | 2                | 3                | 4                | 5                | 6                | 7                | 8                | 9                | 10               | 11               | 12               | 13               | 14               | 15               |
| Punkte           | 25               | 20               | 16               | 13               | 11               | 10               | 9                | 8                | 7                | 6                | 5                | 4                | 3                | 2                | 1                |

In die Wertung kamen alle erzielten Resultate.

## Wissenswertes
- Die Ducati-Werkspiloten Neil Hodgson und Rubén Xaus dominierten mit der komplett neuen Ducati 999 die Saison, sie gewannen 20 der 24 ausgetragenen Läufe. Nach der Saison wechselten beide in die MotoGP-Klasse der Motorrad-Weltmeisterschaft, wo sie im Team D’Antin MotoGP ebenfalls auf Ducati starteten.
- Der italienische Hersteller Ducati konnte mit fünf verschiedenen Piloten alle ausgetragenen Läufe gewinnen. In der Gesamtwertung war der Spanier Gregorio Lavilla einziger Nicht-Ducati-Pilot unter den besten zehn.
- Für Aufsehen sorgte der Brite Shane Byrne, der als Wildcard-Pilot bei der Veranstaltung in Brands Hatch beide Läufe gewinnen konnte.

## Rennergebnisse
|    | Datum  | Rennen             | Strecke        | Pole-Position       | Lauf | Platz 1             | Platz 2             | Platz 3             | Schn. Rennrunde     |
| -- | ------ | ------------------ | -------------- | ------------------- | ---- | ------------------- | ------------------- | ------------------- | ------------------- |
| 1  | 02.03. | Spanien            | Valencia       | Neil Hodgson        | 1    | Neil Hodgson        | Rubén Xaus          | Chris Walker        | Neil Hodgson        |
| 1  | 02.03. | Spanien            | Valencia       | Neil Hodgson        | 2    | Neil Hodgson        | Rubén Xaus          | James Toseland      | Neil Hodgson        |
| 2  | 30.03. | Australien         | Phillip Island | Neil Hodgson        | 1    | Neil Hodgson        | Rubén Xaus          | Gregorio Lavilla    | Neil Hodgson        |
| 2  | 30.03. | Australien         | Phillip Island | Neil Hodgson        | 2    | Neil Hodgson        | Rubén Xaus          | Pierfrancesco Chili | Rubén Xaus          |
| 3  | 27.04. | Japan              | Sugo           | Régis Laconi        | 1    | Neil Hodgson        | Régis Laconi        | James Toseland      | Neil Hodgson        |
| 3  | 27.04. | Japan              | Sugo           | Régis Laconi        | 2    | Neil Hodgson        | Gregorio Lavilla    | Pierfrancesco Chili | Pierfrancesco Chili |
| 4  | 18.05. | Italien            | Monza          | Neil Hodgson        | 1    | Neil Hodgson        | Régis Laconi        | Gregorio Lavilla    | Neil Hodgson        |
| 4  | 18.05. | Italien            | Monza          | Neil Hodgson        | 2    | Neil Hodgson        | Gregorio Lavilla    | Pierfrancesco Chili | Régis Laconi        |
| 5  | 01.06. | Deutschland        | EuroSpeedway   | Neil Hodgson        | 1    | Neil Hodgson        | Pierfrancesco Chili | James Toseland      | Pierfrancesco Chili |
| 5  | 01.06. | Deutschland        | EuroSpeedway   | Neil Hodgson        | 2    | James Toseland      | Neil Hodgson        | Chris Walker        | Neil Hodgson        |
| 6  | 15.06. | Großbritannien     | Silverstone    | Neil Hodgson        | 1    | Neil Hodgson        | James Toseland      | Rubén Xaus          | Gregorio Lavilla    |
| 6  | 15.06. | Großbritannien     | Silverstone    | Neil Hodgson        | 2    | Neil Hodgson        | Gregorio Lavilla    | Rubén Xaus          | Gregorio Lavilla    |
| 7  | 22.06. | San Marino         | Misano         | Neil Hodgson        | 1    | Rubén Xaus          | James Toseland      | Régis Laconi        | Rubén Xaus          |
| 7  | 22.06. | San Marino         | Misano         | Neil Hodgson        | 2    | Rubén Xaus          | Neil Hodgson        | Pierfrancesco Chili | Rubén Xaus          |
| 8  | 13.07. | Vereinigte Staaten | Laguna Seca    | Mat Mladin          | 1    | Pierfrancesco Chili | Neil Hodgson        | James Toseland      | Régis Laconi        |
| 8  | 13.07. | Vereinigte Staaten | Laguna Seca    | Mat Mladin          | 2    | Rubén Xaus          | Neil Hodgson        | Chris Walker        | Rubén Xaus          |
| 9  | 27.07. | Europa             | Brands Hatch   | John Reynolds       | 1    | Shane Byrne         | Neil Hodgson        | Chris Walker        | Shane Byrne         |
| 9  | 27.07. | Europa             | Brands Hatch   | John Reynolds       | 2    | Shane Byrne         | John Reynolds       | James Toseland      | John Reynolds       |
| 10 | 07.09. | Niederlande        | Assen          | Pierfrancesco Chili | 1    | Rubén Xaus          | Neil Hodgson        | Pierfrancesco Chili | Gregorio Lavilla    |
| 10 | 07.09. | Niederlande        | Assen          | Pierfrancesco Chili | 2    | Neil Hodgson        | Rubén Xaus          | Gregorio Lavilla    | Neil Hodgson        |
| 11 | 28.09. | Italien            | Imola          | Rubén Xaus          | 1    | Rubén Xaus          | Neil Hodgson        | Régis Laconi        | Neil Hodgson        |
| 11 | 28.09. | Italien            | Imola          | Rubén Xaus          | 2    | Rubén Xaus          | Régis Laconi        | Gregorio Lavilla    | Rubén Xaus          |
| 12 | 19.10. | Frankreich         | Magny-Cours    | James Toseland      | 1    | Neil Hodgson        | Rubén Xaus          | Chris Walker        | Neil Hodgson        |
| 12 | 19.10. | Frankreich         | Magny-Cours    | James Toseland      | 2    | Rubén Xaus          | James Toseland      | Chris Walker        | Neil Hodgson        |

## Fahrerwertung
| 1  | Neil Hodgson        | Ducati 999 F03                | Ducati Fila                            | 489 |
| 2  | Rubén Xaus          | Ducati 999 F03                | Ducati Fila                            | 386 |
| 3  | James Toseland      | Ducati 998 F02                | HM Plant Ducati                        | 271 |
| 4  | Régis Laconi        | Ducati 998 RS                 | Caracchi NCR Nortel Networks           | 267 |
| 5  | Gregorio Lavilla    | Suzuki GSX-R 1000             | Alstare Suzuki                         | 256 |
| 6  | Chris Walker        | Ducati 998 F02                | HM Plant Ducati                        | 234 |
| 7  | Pierfrancesco Chili | Ducati 998 RS                 | Team PSG-1                             | 197 |
| 8  | Steve Martin        | Ducati 998 RS                 | D.F.X. Racing Team                     | 139 |
| 9  | Lucio Pedercini     | Ducati 998 RS                 | Team Pedercini                         | 112 |
| 10 | Marco Borciani      | Ducati 998 RS                 | D.F.X. Racing Team                     | 111 |
| 11 | Mauro Sanchini      | Kawasaki ZX-7RR               | Kawasaki Bertocchi                     | 108 |
| 12 | Troy Corser         | Petronas FP1                  | Foggy PETRONAS Racing                  | 107 |
| 13 | Juan Borja          | Ducati 998 RS                 | D.F.X. Racing Team                     | 87  |
| 14 | Ivan Clementi       | Kawasaki ZX-7RR               | Kawasaki Bertocchi                     | 76  |
| 15 | Giovanni Bussei     | Yamaha YZF-R1 / Ducati 998 RS | UnionBike GiMotorsport / Ducati Austin | 52  |
| 16 | Shane Byrne         | Ducati 998 F02                | Monstermob Ducati                      | 50  |
| 17 | John Reynolds       | Suzuki GSX-R 1000             | Rizla Suzuki                           | 42  |
| 18 | Vittorio Iannuzzo   | Suzuki GSX 1000R              | Alstare Suzuki                         | 37  |
|    | Alessandro Gramigni | Yamaha YZF-R1                 | Nuvolari 391                           | 37  |
| 20 | Yukio Kagayama      | Suzuki GSX-R 1000             | Rizla Suzuki                           | 35  |
| 21 | Leon Haslam         | Ducati 998 RS                 | Renegade Ducati                        | 35  |
| 22 | David García        | Ducati 998 RS                 | Caracchi NCR Nortel Networks           | 28  |
| 23 | Michael Rutter      | Ducati 998 RS                 | Renegade Ducati                        | 23  |

| 24 | Hitoyasu Izutsu    | Honda VTR1000 SPW | Team HRC               | 20 |
| 25 | Mat Mladin         | Suzuki GSX-R 1000 | Suzuki Yoshimura       | 13 |
| 26 | James Haydon       | Petronas FP1      | Foggy PETRONAS Racing  | 12 |
|    | Sergio Fuertes     | Suzuki GSX 1000R  | MIR Racing             | 12 |
| 28 | Sean Emmett        | Ducati 998 RS     | ETI Racing             | 11 |
|    | Nello Russo        | Ducati 998 RS     | Team Pedercini         | 11 |
| 30 | Aaron Yates        | Suzuki GSX-R 1000 | Suzuki Yoshimura       | 10 |
| 31 | Dean Ellison       | Ducati 996        | Firepower Ducati       | 8  |
|    | Sébastien Gimbert  | Suzuki GSX-R 1000 | SERT                   | 8  |
|    | Atsushi Watanabe   | Suzuki GSX-R 1000 | Team Suzuki            | 8  |
|    | Serafino Foti      | Ducati 998 RS     | Team Pedercini         | 8  |
| 35 | Walter Tortoroglio | Honda VTR1000 SP2 | White Endurance        | 6  |
|    | Bertrand Stey      | Honda VTR1000 SP2 | White Endurance        | 6  |
|    | Horst Saiger       | Yamaha YZF-R1     | Remus Racing Austria   | 6  |
| 38 | Christian Zaiser   | Suzuki GSX 1000R  | Racing Team Zaiser     | 4  |
|    | Kenichiro Nakamura | Honda VTR1000 SP2 | Blue Helmet MSC        | 4  |
| 40 | Luca Pedersoli     | Ducati 998 RS     | Team Pedercini         | 3  |
|    | Paolo Blora        | Ducati 996 RS     | Lucido Corse           | 3  |
|    | Frédéric Protat    | Yamaha YZF-R1     | UnionBike GiMotorsport | 3  |
| 43 | Gianmaria Liverani | Yamaha YZF-R1     | UnionBike GiMotorsport | 2  |
|    | Luca Pini          | Suzuki GSX-R 1000 | Boselli Racing         | 2  |
|    | Jiří Mrkývka       | Ducati 998 RS     | JM SBK Team            | 2  |

## Konstrukteurswertung
| 1 | Ducati       | 600 |
| 2 | Suzuki       | 306 |
| 3 | Kawasaki     | 130 |
| 4 | Petronas FP1 | 118 |
| 5 | Yamaha       | 69  |
| 6 | Honda        | 31  |